# Літературна премія імені Тодося Осьмачки
Літературна премія імені Тодося Осьмачки — встановлена Черкаською обласною організацією Національної спілки письменників України, Смілянським міськрайонним благодійним фондом «Тодось Осьмачка» та підприємством «Булатецькі брати» в особі керівника Миколи Булатецького.
Премія заснована 2013 року. Голова журі — Валентина Коваленко

## За що присуджують
Премію присуджують за високохудожні твори (поетичні збірки, ліро-епічні, драматичні та прозові твори), в яких на архетипному рівні зображено український національний характер, осмислено історичну долю України та її народу, втілено ідею національно-державної незалежності.
До участі в конкурсі допускаються книжки чи прирівняні до них публікації в літературних часописах, надруковані протягом останніх трьох років, не відзначені іншими преміями, але з-поміж тих, які здобули високу оцінку літературної критики, громадськості, читачів. Мова творів — українська.

## Висунення творів
Право висунення творів на здобуття премії мають колективи творчих спілок і товариств, мистецьких, навчально-наукових, культурно-просвітницьких установ і закладів (при цьому додається відповідний протокол). Кожна з організацій може подати на здобуття премії один або кілька творів одного автора. На здобуття премії можуть претендувати письменники України та українського зарубіжжя. Посмертно премію не присуджують.
Організація, яка висуває кандидата на здобуття премії, подає до конкурсної комісії (на адресу: 18000 м. Черкаси, вул. Хрещатик, 219, обласна організація НСПУ) такі документи:
- офіційне подання з оформленням позиції та її короткою мотивацією;
- п'ять примірників представленого твору чи творів;
- рецензії та відгуки, опубліковані в пресі (за наявності).

## Вручення премії
Вручення премії — 16 травня, в день народження Тодося Осьмачки, в селі Куцівка Смілянського р-ну Черкаської області. Лауреатові вручаються диплом і грошова винагорода — 5 тисяч гривень.

## Лавреати
- 2013 — першим лауреатом премії став Мирослав Дочинець за роман «Вічник. Сповідь на перевалі духу» (м. Мукачево Закарпатської обл.).[1]
- 2014 — прозаїк Василь Трубай з Київщини за книгу вибраних творів «Натюрморт з котами».[2]
- 2015 — письменник Василь Горбатюк за художньо-документальний роман «Слово і меч» (м. Хмельницький).
- 2016 — поет, прозаїк, мовознавець з Одеси Олекса Різників за книжку «Манюнелла»[3].
- 2017 — письменник Сергій Пантюк за поетичну збірку «Так мовчав Заратустра», яку висунуло Київське видавництво «Смолоскип».[4]
- 2018 — письменник Василь Клічак за збірку поезій «Копана Гора».
- 2020 — письменник Сергій Ткаченко (м. Шпола), за збірку поезій «Поважчали слова»[5].
  - 2020 — Благодійний фонд «Тодось Осьмачка» визначив п'ятьох лавреатів конкурсу «Осьмачка — 125»:[6] Форманюк Еля — номінація поезія; Буцик Євген — номінація проза; Чернюк Сніжана — номінація літературознавство; Калина Інна — номінація оригінальний твір; Артеменко Софійка — номінація наймолодший автор.
- 2021 — письменниця Валентина Коваленко за книги «Русалко з Куцівських ярів» та «Втеча»[7].
- 2022 — письменник Іван Малюта за повість «Двічі не вмирати».[8]
- 2023 — письменник Леонід Доценко за книжку «Мій Маніфест».[9]
- 2024 — поетеса Олена Герасименко за збірку «Соло для цвіркуна»[10].
- 2025 — письменниця, композиторка і співачка Таміла Чупак за збірку поезій «При Сутність»[11].